# Żaba lamparcia

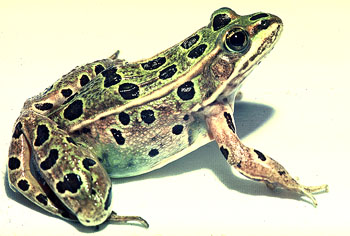
Żaba lamparcia

Żaba lamparcia, żaba leopardowa (Lithobates pipiens) – gatunek płaza bezogonowego z rodziny żabowatych (Ranidae) występujący w Kanadzie i USA.

## Opis
Żaba lamparcia to zielona bądź brązowa żaba o długości ciała od około 5 do 11 cm. Na plecach występują ciemne, okrągłe plamki z bladymi brzegami. Jej spodnia część jest biała lub kremowa. U młodych osobników liczba plamek może być zmniejszona lub mogą nie występować w ogóle. U tego gatunku dobrze widoczna jest para grzbietowo-bocznych fałdów, które mają swój początek w rogu oka i biegną równolegle przez grzbiet. Te skręcone fałdy są często jaśniejszego koloru niż reszta ciała, a czasami nawet różowawe. Na górnej szczęce występuje biały pasek. Lithobates pipiens ma tęczówkę koloru złotego.
Kijanki są koloru ciemnobrązowego lub oliwnego, często ze złotymi plamkami. Ich spodnia część jest kremowo-biaława. Wystarczające naświetlanie powoduje, że można zobaczyć wypełniające je wnętrzności.
Gatunek charakterystycznie rechocze. Rechot przeplatany jest chrząkaniem i chichotem. Trwa od 1 do 5 sekund.

### Rozród
Okres rozmnażania żaba lamparciej trwa od połowy marca do początku czerwca.
Skrzek jest najczęściej kulistego kształtu, a jego średnica wynosi 5–12 cm. Jest on zazwyczaj związany z roślinnością występującą w spokojnej wodzie jezior, stawów, kanałów i strumieni, na ogół w strefach dobrze naświetlonych przez promienie słoneczne, tuż pod powierzchnią wody. Skrzek może zawierać około 6500 jaj.

### Zasięg występowania
Gatunek ten bytuje na terenach od Wielkiego Jeziora Niewolniczego i Zatoki Hudsona w Kanadzie na południe do Kentucky i Nowego Meksyku w USA. Znany jest również z Panamy, gdzie występuje endemicznie w Kordylierze Środkowej i na nizinach zachodniego Pacyfiku, ale przypuszcza się, że populacja ta może stanowić odrębny gatunek.
Żabę lamparcią można spotkać z dala od wody w wilgotnych łąkach. Spłoszona na lądzie, wykonuje zygzakowaty skok do wody. Osobniki najłatwiej zauważyć w nocy, dzięki ich „świecącym” oczom.
Żaba lamparcia występuje w rozmaitych siedliskach: łąkach i lasach. Gatunek ten jest najbardziej dostosowany do niskich temperatur ze wszystkich żab należących do rodziny Ranidae. Można go spotkać na wysokości do około 3300 m n.p.m.
Występuje również na terenach rolniczych i w obszarach rozwiniętych, takich jak pola golfowe. Preferuje siedliska, na obszarze których znajdują się wody stojące lub wolno płynące.

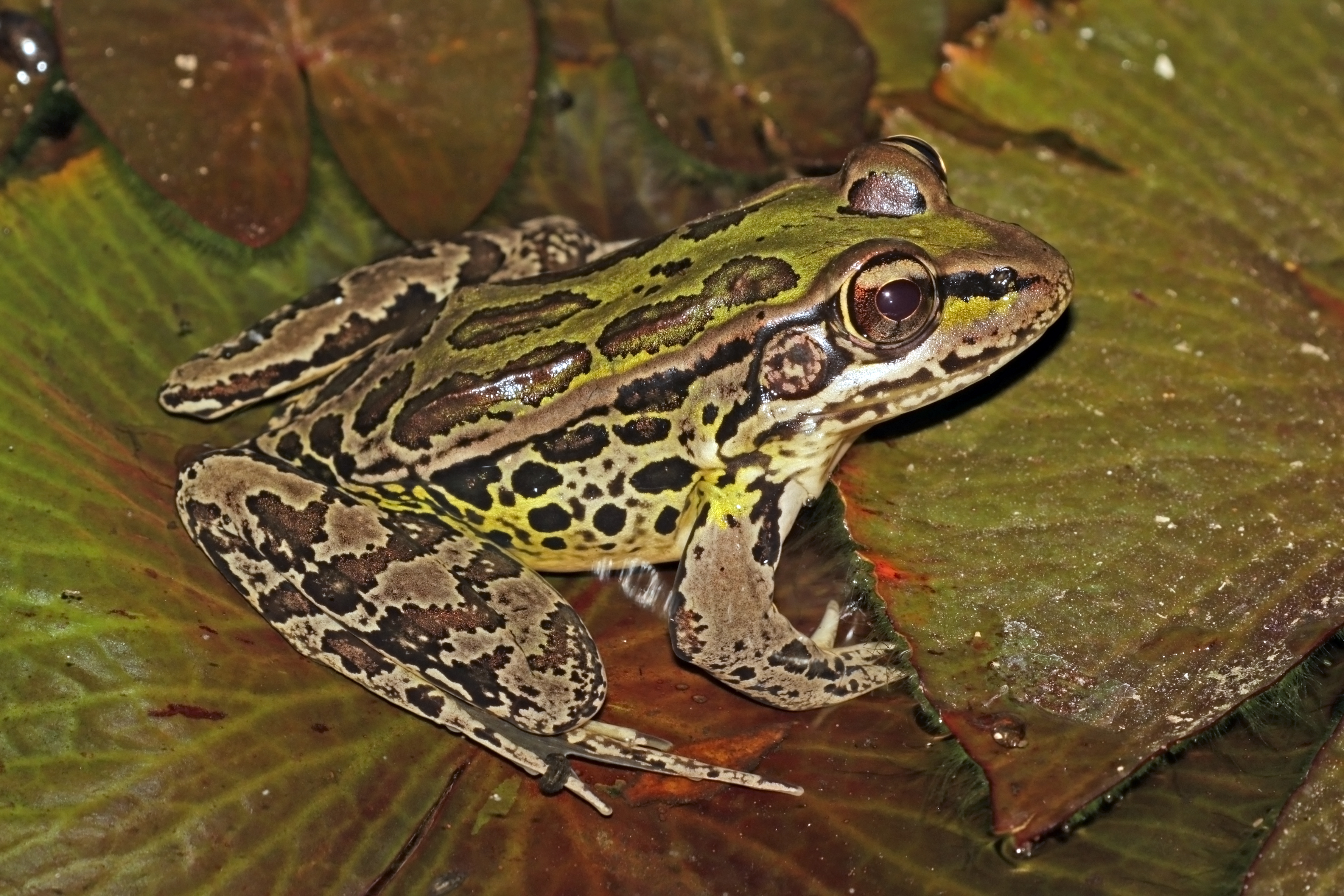
kostarykański osobnik

## Główne zagrożenia
Stopień zagrożenia gatunku różni się znacznie w zależności od zasięgu jego występowania. Zagrożenia obejmują przede wszystkim: niszczenie siedlisk, nadmierną eksploatację przemysłową, a w niektórych obszarach nadmierną konkurencję i drapieżnictwo wprowadzonych innych gatunków.
Jednym z najbardziej szkodliwym zanieczyszczeniem jest atrazyna. Herbicyd, najczęściej stosowany środek chwastobójczy w Stanach Zjednoczonych, jeden z najbardziej powszechnie używanych na całym świecie. Sezon rozrodczy L. pipiens pokrywa się z okresem szczytu skażenia atrazyną zbiorników wodnych. W badaniach laboratoryjnych badających działanie wody, w której znajdowała się atrazyna, u L. pipiens stwierdzono, że u 10–92% narażonych samców występują zaburzenia w funkcjonowaniu gonad, takie jak opóźniony rozwój i zjawisko hermafrodytyzmu. Uważa się, że atrazyna indukuje produkcję enzymu, który przekształca androgeny do estrogenów.
Na spadek populacji L. pipiens mają wpływ także choroby zakaźne, których występowanie zaostrzone jest przez zmiany czynników środowiska takich jak zakwaszenie wód. Jest ono problemem, ponieważ podczas sezonu rozrodczego żaby spędzają większość czasu w jeziorach i stawach, a wtedy poziom kwasowości wód w Stanach Zjednoczonych jest na najwyższym poziomie. Problemem jest także okres hibernacji, podczas którego układ odpornościowy żaby leopardowej jest osłabiony. Badania laboratoryjne prowadzone przez Brodkina i współpracowników wykazały korelacje między prawidłowym działaniem układu odpornościowego żaby, a stopniem zakwaszenia oraz zimnem. U L. pipiens poddanym działaniom kwasów oraz zimna występował wyższy poziom kolonizacji bakteryjnej śledziony, a co za tym idzie wyższy poziom śmiertelności. Naukowcy stwierdzili, że kwasowe warunki (pH 5,5 i poniżej) przyczyniają się do: uszkodzenia nabłonka jelit oraz zmniejszenia liczby i żywotności białych krwinek.
U wielu gatunków żab, zamieszkujących nawet środowiska najmniej poddane działalności człowieka występuje deformacja kończyn. L. pipiens jest jednym z gatunków, u którego najczęściej występuje nieprawidłowa budowa kończyn. Pojawiło się wiele hipotez, które usiłowały wyjaśnić to zjawisko.
Jedna z hipotez sugeruje, że zwiększona ekspozycja na promieniowanie ultrafioletowe może być przyczyną deformacji kończyn, ponieważ może ono powodować uszkodzenie w DNA komórkowym.
Inna koncepcja sugeruje, że stresy środowiskowe zwiększyły wrażliwość płazów na pasożyty, takie jak przywry. W badaniach laboratoryjnych interakcja pomiędzy kijankami L. pipiens i larwami z gatunku przywry Ribeiroia ondatrae wykazała, że u zakażonej przez R. ondatrae kijanki dochodziło do wielu różnych wad rozwojowych. W zależności od etapu rozwoju, w którym kijanki zostały zakażone i intensywności zakażenia u rozwijającej się L. pipiens mogą wystąpić dodatkowe kończyn lub liczba paliczków; kończyna może być mniejsza niż normalna; kości mogą być zniekształcone. Moment zakażenia wydaje się mieć zasadnicze znaczenie, ponieważ L. pipiens wykazuje różne poziomy genu luki podczas rozwoju. Oprócz śmiertelności z powodu wad kończyn, zainfekowane kijanki giną również w wyniku samych infekcji. Nie wiadomo jeszcze, jakie czynniki środowiskowe przyczyniają się do infekcji, wpływają na długość okresów rozwoju larw płazów i podatności kijanki na zakażenie.
Istnieje także możliwość, że liczebność gatunku L. pipiens spada ze względu na infekcje grzybicze.
James P. Gibbs poinformował, że pod koniec 1980 roku 48 stanów straciło 53% terenów podmokłych, które istniały jeszcze w 1780. Ma to niekorzystny wpływ na gatunki wodne, do których zaliczany jest L. pipiens.

## Badania naukowe

### Medycyna
Żaba lamparcia produkuje specyficzne rybonukleazy w swoich oocytach. Enzymy te mogą być potencjalnymi lekami przeciwnowotworowymi. Jedna cząsteczka substancji, nazywana ranpirnase (onconase) jest wykorzystywana w badaniach klinicznych do leczenia międzybłoniaka opłucnej i nowotworów płuc. Inna substancja, amfinaza, została niedawno opisana jako potencjalny lek w walce z nowotworami mózgu.

### Neurobiologia
Żaba lamparcia jest głównym gatunkiem, dzięki któremu dokonano wielu odkryć na temat podstawowych właściwości neuronów. Połączenie nerwowo-mięśniowe nerwu kulszowego mięśnia sartoriusa tej żaby stanowi źródło wstępnych danych dotyczących układu nerwowego.

## Hodowla
Do hodowli żaby lamparciej w domowych warunkach niezbędny jest zbiornik o pojemności co najmniej 40 litrów. Tępy kawałek drewna można umieścić częściowo w wodzie i na lądzie, aby zapewnić łatwiejsze przejście z wody do lądu. Podłoże powinno być kombinacją torfu i mchu, pokryte korą orchidei i mchu szańcowego. Głębokość wody powinna wynosić co najmniej 5–8 cm, aby umożliwić zanurzenie żabie. Optymalna temperatura do życia to od 20 °C do 24 °C, chociaż spadek temperatury w nocy jest korzystny (do około 16 °C). Niezbędna jest również bezpieczna pokrywa (najlepiej pokrywa z siatką z wentylacją), zważywszy na to, że większość żab jest zdolnych do ucieczki. Dieta gatunku powinna składać się ze świerszczy, mączniaków lub jedwabników.